# Иван-Ёль (приток Войвожа)
Иван-Ёль (устар. Швань-Ёль) — река в России, протекает по Республике Коми. Устье реки находится в 19 км по правому берегу реки Войвож. Длина реки составляет 13 км.

## Данные водного реестра
По данным государственного водного реестра России относится к Двинско-Печорскому бассейновому округу, водохозяйственный участок реки — Вычегда от города Сыктывкар и до устья, речной подбассейн реки — Вычегда. Речной бассейн реки — Северная Двина.
Код объекта в государственном водном реестре — 03020200212103000022323.